# Cukuba sentá biru

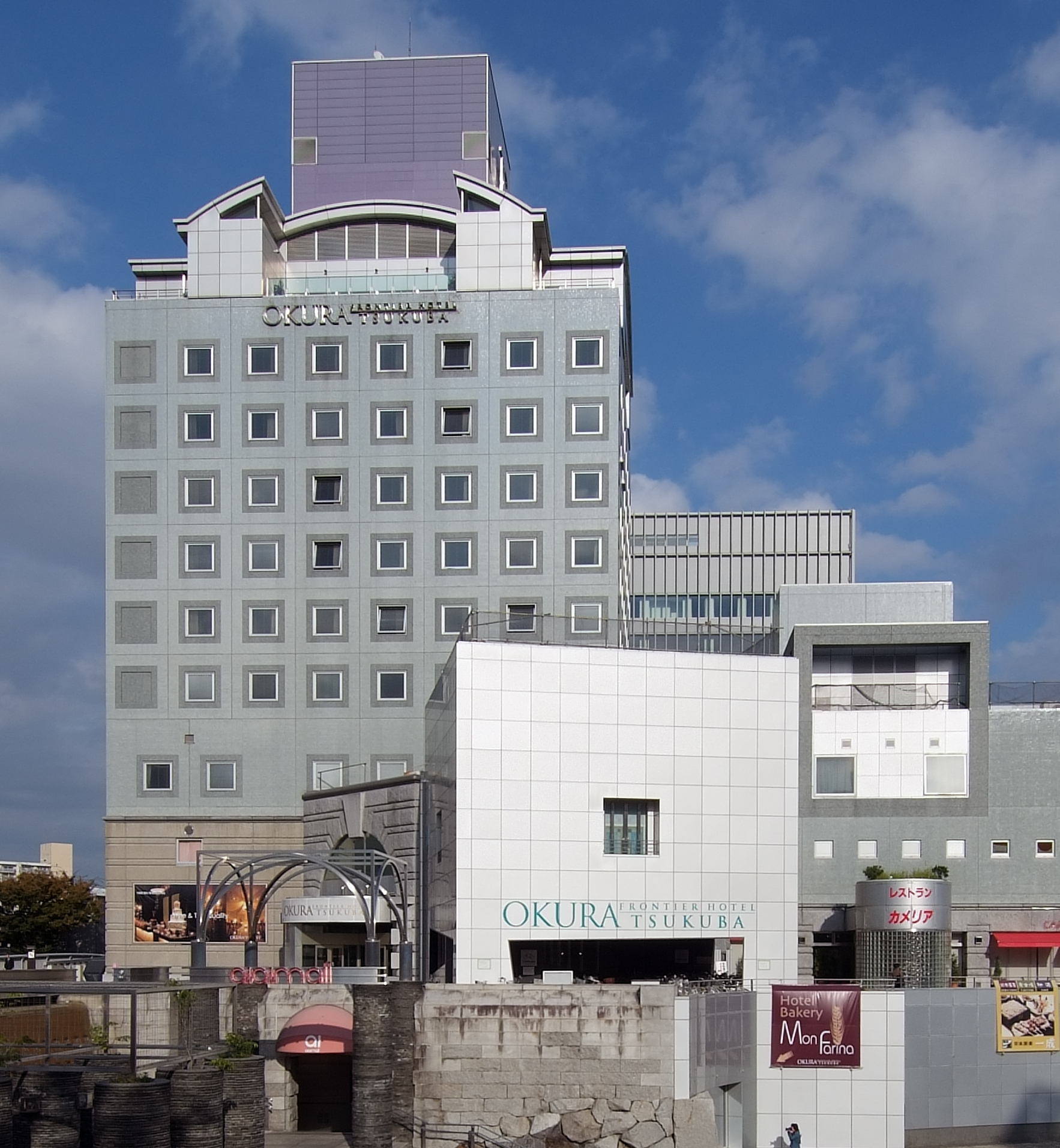
Centrum Cukuby

Cukuba sentá biru (japonsky  つくばセンタービル, angl. Tsukuba Center Building) je komplex budov, navržený architektem Arata Isozaki v roce 1983 v městečku Cukuba, vzdáleném přibližně 40 mil od Tokia, hlavního města Japonska. Je součástí státního projektu akademického městečka Cukubě kenkjú gakuentoši. Důvodem tohoto projektu byl pokus o odlehčení Tokia od velké zátěže populací.

## Architektonické řešení
Řešilo se oddělení pěší zóny od dopravní komunikace, čemuž muselo být přizpůsobeno i zónování jednotlivých objektů.
Základní myšlenka byla převzata z urbanizace evropských měst, kde náměstí – plaza – tvoří jádro města, ať už z urbanistického, funkčního, nebo provozního charakteru. Na realizaci se podílelo množství odborníků z různých oblastí, jako byli výzkumní pracovníci, politici, akademici, či umělci. Při návrhu architektonického výrazu se váhalo nad tradičními prvky japonské kultury a nad moderním charakterem výstavby. Vzhledem k tomu, že tento typ náměstí byl v Japonsku naprostou inovací, rozhodl se architekt Arata Isozaki pro architekturu v moderním západním stylu, avšak v inverzním charakteru jednotlivých prvků. Inspiroval se přitom Michelangelovým náměstím pro Campidoglio.
Návrh zahrnoval byty, občanskou vybavenost, různé instituce a centrální náměstí určené na společenské aktivity. Koncept obsahuje hotel, konferenční místnosti, administrativní centrum a bar s vyhlídkou na východní straně, koncertní sál a informační centrum na jižní straně. Zahloubené náměstí obklopují různé obchody, butiky a kavárny.
Využila se řada materiálů, jako např. typická žula, charakteristická pro dané prostředí, umělý kámen, leštěný kov, zde hliníkový obklad, který akcentuje zaoblené povrchy. Fasády obrácené k náměstí vykazují různé formy a jsou povrchově upraveny kontrastními materiály, jako je hliník a beton, hrubá a hladká žula a leštěné a neleštěné dlaždice.
Náměstí má oválný tvar a je výškově odstupňované. V nejníže položeném středu náměstí se nachází akcent v podobě dvou vodních zdrojů – vodopádu a bronzové sochy vavřínu, představující metamorfózu Dafné.

## Ocenění
V roce 2019 Arata Isozaki se stal vítězem Pritzkerovy ceny za architekturu.

## Použitá literatura
- Isozaki A .: Japan-ness in Architecture, London, The MIT Press, Massachusetts Institute of Technology, 2006